# Barrax
Barrax – gmina w Hiszpanii, w prowincji Albacete, w Kastylii-La Mancha, o powierzchni 189,86 km². W 2011 roku gmina liczyła 2027 mieszkańców.